# Odozana sixola
Odozana sixola là một loài bướm đêm thuộc phân họ Arctiinae, họ Erebidae.